# Panel de instrumentos

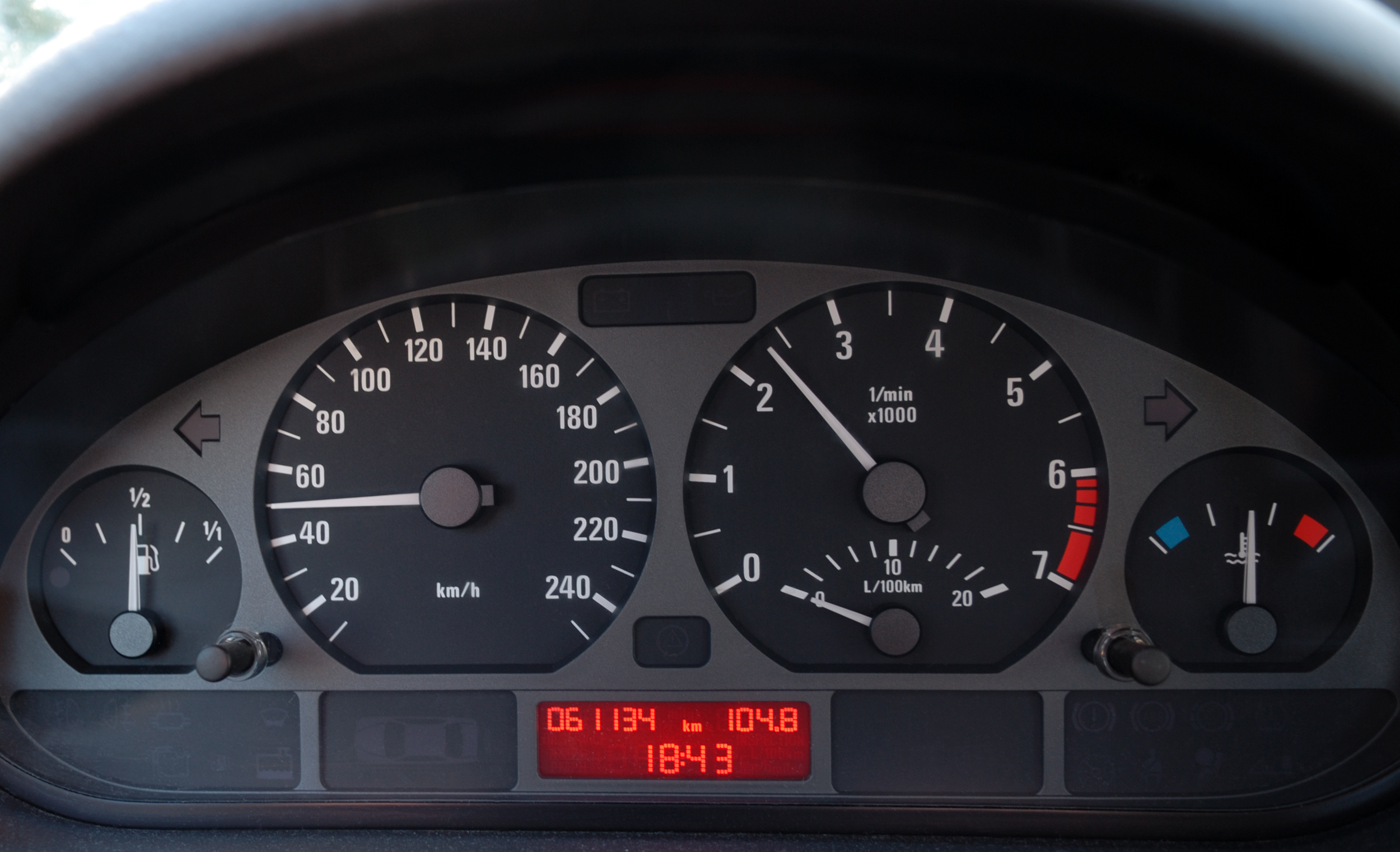
Cuadro de instrumentos de un BMW E46(4ª serie 3)

Se denomina panel de instrumentos, tablero de instrumentos, en España cuadro de instrumentos (también tablero de a bordo o salpicadero), o dashboard, al tablero situado delante de los asientos del conductor y del copiloto de la mayoría de los vehículos (automóviles de turismo, camiones, motocicletas, etcétera), el cual contiene una serie de instrumentos, mandos e indicadores  utilizados durante la marcha. Este panel comprende ordinariamente: el indicador de velocidad del vehículo, el tacómetro o cuentarrevoluciones, el indicador de temperatura del refrigerante, el indicador de combustible restante —todos ellos o bien en forma de relojes analógicos o bien digitales, o una combinación de ambos—; también incluye el compartimento conocido como la guantera. Además de los relojes, están una serie de testigos luminosos de simbología normalizada, como por ejemplo el testigo de presión de aceite, el de carga de la batería, el de cada indicador de dirección (intermitentes), entre otros.

## Indicadores
Inicialmente el desplazamiento de la aguja se hacía por medios electromecánicos (magnéticos),  y actualmente por un motor paso a paso. El desplazamiento es generado por un circuito integrado (IC). Los cuadros de instrumentos de última generación llevan incorporados microprocesadores capaces de mostrar gráficos en pantallas planas, si bien se siguen utilizando instrumentos con agujas por ser más fáciles de visualizar. 

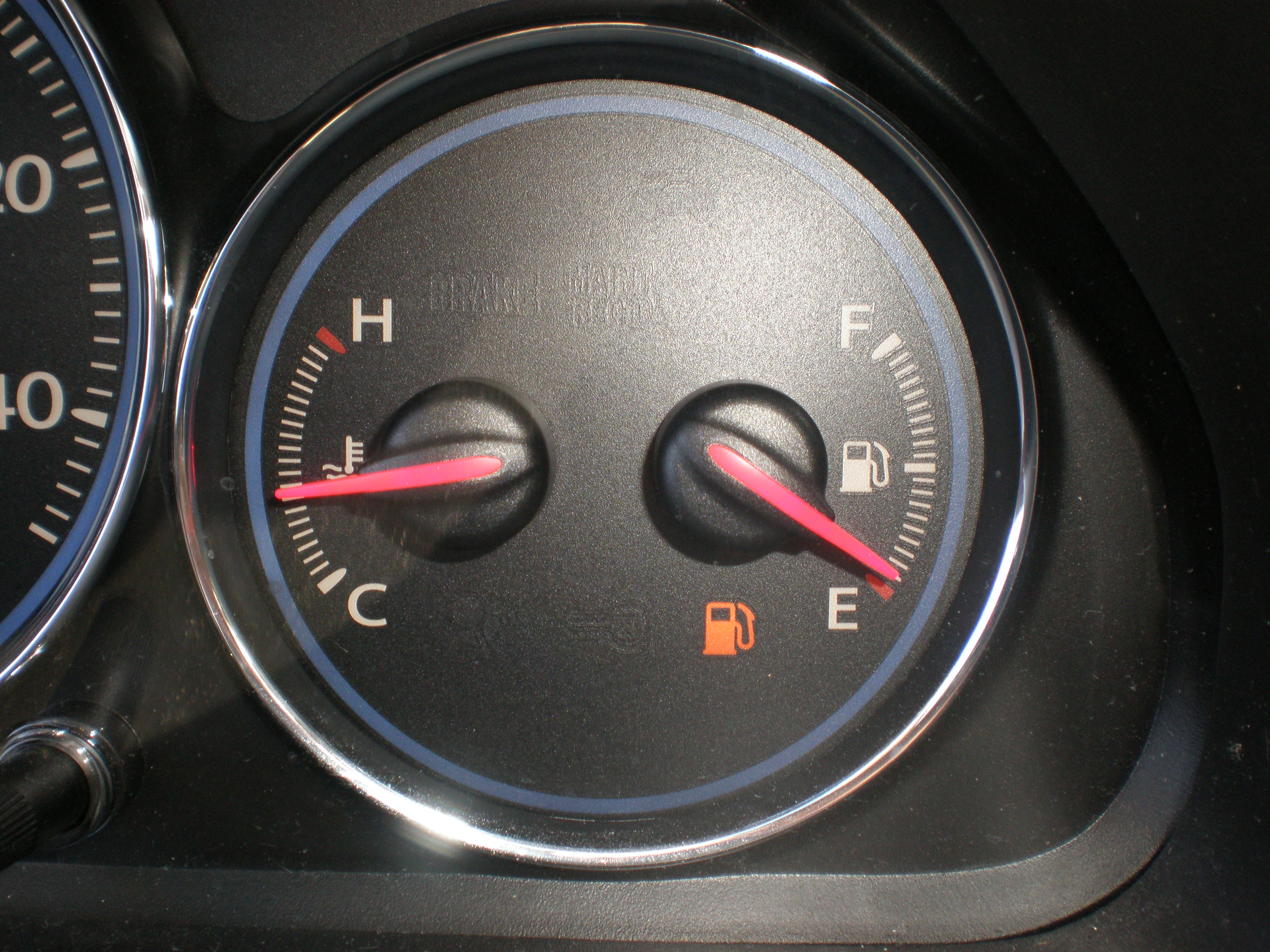
Indicadores de combustible, con el testigo de reserva, y temperatura de refrigerante, de un Honda Civic.

Desde el punto de vista electrónico la centralita electrónica del salpicadero está conectada al bus CAN del vehículo. De esta forma se tiene un acceso rápido a todas las informaciones necesarias para mantener actualizado el panel de instrucciones. Ejemplos de dispositivos electrónicos relevantes para el panel de instrumentos pueden ser la centralita electrónica del motor, el sensor de temperatura exterior, el sensor de giro de las ruedas así como un gran número de centralitas que tengan que informar al panel de instrumentos en caso de realizar alguna tarea (ej. ABS o ESP), o en caso de que haya algún problema (sensor de presión de las ruedas, sensor de las puertas en caso de que no están cerradas, etc.).

## Testigos
Son lámparas integradas en el cuadro y agrupadas de manera racional y capaces de llamar la atención del conductor, para evitar problemas de seguridad o mecánicos graves: por ejemplo el testigo de presión de aceite, de carga de la batería, de temperatura excesiva del refrigerante, de nivel de líquido de frenos, de calentadores en los motores diésel, de airbag desactivado, de baja presión de los neumáticos, de puertas abiertas, de limitador de velocidad activado, de control crucero encendido, de la marcha recomendada en caso de ser un auto manual,etc.

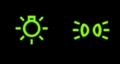
Testigo de iluminación.

## Información adicional
Algunos de los proveedores más importantes en la industria del automóvil para este tipo de componentes son las empresas alemanas Continental AG y Bosch, y la estadunidense Johnson Controls.